# Guyane La Première (canal de televisión)
El Canal 1 de la Guayana Francesa, más conocido como Guyane La Première, es un canal de televisión abierta francés que transmite desde Remire-Montjoly. El canal se llega a ver en toda la Guayana Francesa. Es operado por el Estado Nacional a través de France Télévisions.

## Historia
La emisora inició sus transmisiones el 13 de enero de 1967 como Télé-Guyane. Desde sus inicios, formó parte de la red de la ORTF hasta su disolución en 1974.
En 1975, los canales de la ORTF en ultramar (entre ellos el de la Guayana Francesa) pasaron a formar parte de la división ultramar de la red France Régions 3, cambiando su nombre por el de «FR3-Guyane»; mientras que en 1982 las señales pasaron a integrar la Société de Radiodiffusion et de télévision Française pour l'Outre-mer (RFO).
El 1 de enero de 1999, tras la reconversión de la RFO en «Réseau France Outre-mer», la señal de la Guayana Francesa volvió a utilizar el nombre de «Telé-Guyane».
El 9 de julio de 2004, con Ley 2004-669 de reforma de la Radiodifusión, los medios de la Réseau France Outre-mer fueron integrados a la empresa pública France Télévisions.
El 30 de noviembre de 2010, el canal comenzó a emitir en la Televisión digital terrestre a través del Canal 1. Además, como consecuencia del cambio de nombre de la cadena de ultramar a «Réseau Outre-Mer 1ere», también cambió su nombre por el de «Guyane 1ere», el cual cambiaría nuevamente por el de «Guyane La Première» a partir del 1 de enero del 2018 luego de un acuerdo judicial entre France Télévisions y Groupe M6.
El 29 de noviembre de 2011, el Canal 1 dejó de emitir en formato analógico, pasando a emitir por Aire únicamente en formato digital.
El 15 de enero de 2020, Guyane La Première comenzó a emitir su programación en HD a través de los sistemas de TV satelital.

## Programación
Gran parte de su programación constituye en emitir los contenidos de La Première, que es la red pública de Radio y Televisión para los territorios de ultramar de Francia. Además, la señal posee también programación local, entre los que se destacan los noticieros Midi Guyane y Guyane Soir.

## Transmisores
Guyane La Première es emitida en 17 comunas a través de 19 transmisores, llegando al 87% de la población en la Guayana Francesa.